# Mathieu Goedefroy
Mathieu Goedefroy (Brussel, 21 oktober 1990) is een Belgische journalist en thans woordvoerder van het Belgische postbedrijf bpost. Voorheen werkte hij voor verschillende kranten en televisiezenders, en was hij ook perschef van dierenpark Pairi Daiza.

## Biografie
In 2011 behaalde Goedefroy zijn diploma Journalistiek aan de Erasmushogeschool in Brussel, met een eindwerk over de economische toestand van het Waalse voetbalmilieu. Al tijdens zijn studies begon hij deeltijds te werken voor het nationale persagentschap Belga in Brussel, waar hij uiteindelijk correspondent werd voor de sportgerelateerde berichtgeving. In 2013 werd hij door het BOIC (Belgisch Olympisch Comité) genomineerd als ‘young reporter’ om de Youth Olympic Games in het Chinese Nanjing te coveren. Datzelfde jaar was Goedefroy ook presentator van het Brusselse muziekfestival Bruksellive op de Heizelvlakte, dat meer dan twintigduizend bezoekers trok.

### Loopbaan

#### Televisie
Meteen na zijn studies aan de Erasmushogeschool ging Goedefroy aan de slag bij de commerciële televisiezender VTM. Hij startte er in 2011 mee de eerste uitzendingen van Stadion (televisieprogramma) op en deed ook interview-werk voor VTM Nieuws. Onder meer Marc Wilmots, Vincent Kompany, Eden Hazard, Kevin De Bruyne, Romelu Lukaku, Jürgen Klinsmann en Samuel Eto'o passeerden voor zijn microfoon. Voor de televisiezender BRUZZ volgde hij ook het Brusselse voetbal van nabij.

#### Krant
In 2012 begon Goedefroy zijn carrière in de printwereld met een baan als eindredacteur op de nationale sportredactie van Het Laatste Nieuws. Hij werkte ook kortstondig voor Fan, een sportmagazine uitgegeven door de krant Het Nieuwsblad. Drie jaar later, in 2015, werd hij bij Het Laatste Nieuws gelanceerd als ‘videoman’, een videoconcept waarbij hij sporters en hun naasten op een ludieke manier voor de microfoon haalde. Onder meer Zinédine Zidane, Xavi, de Rode Duivels en Chris Froome passeerden de revue. Tegelijk schreef hij ook uitgebreide, buitenlandse belevenisreportages voor de krant. Zo berichtte hij in 2017 twee weken lang exclusief vanuit China over de transfer van de Belgische voetballer Axel Witsel naar Tianjian Quanjian. Ook was hij twee weken lang correspondent vanuit Congo, waar hij in het spoor zat van voormalig Rode Duivel Anthony Vanden Borre bij de Afrikaanse voetbalgrootheid TP Mazembe.
Andere grote evenementen die Goedefroy voor Het Laatste Nieuws ter plekke coverde waren de legendarische boksmatch Floyd Mayweather Jr. vs. Conor McGregor in Las Vegas, het EK voetbal 2016, de Ronde van Frankrijk 2017 en het WK voetbal 2018 in Rusland.
In 2021 werd hij als Chef Nieuws verantwoordelijk voor de inhoud van de sportredactie van Het Laatste Nieuws.

#### Varia
In 2015 richtte hij het Belgische productiehuis Eyes Screen op, dat onder meer mediaproducties maakt voor de Europese Instellingen.

#### Woordvoerder
Van 2018 tot 2021 was Goedefroy actief als perschef van dierenpark Pairi Daiza. Sinds midden 2024 is hij de Nederlandstalige woordvoerder voor bpost en bpostgroup.